# Ратуш (Теленештский район)
Ратуш (рум. Ratuş) — село в Теленештском районе Молдавии. Является административным центром коммуны Ратуш, включающей также сёла Мындра, Новые Саратены, Заиканы и Новые Заиканы.

## География
Село расположено на трассе Кишинёв-Оргеев-Бельцы, неподалёку от поворота на Теленешты, на высоте 46 метров над уровнем моря.

## Население
По данным переписи населения 2004 года, в селе Ратуш проживает 919 человек (451 мужчина, 468 женщин).
Этнический состав села:
| Национальность | Число жителей | Процентный состав |
| -------------- | ------------- | ----------------- |
| молдаване      | 910           | 99.02             |
| румыны         | 5             | 0.54              |
| украинцы       | 2             | 0.22              |
| болгары        | 1             | 0.11              |
| прочие         | 1             | 0.11              |
| Всего          | 919           | 100%              |